# Dziewięcierz
Dziewięcierz [Džěvienčěř] (ukrajinsky Девятир [Deviatyr]) je obec v jihovýchodním Polsku, ležící v Podkarpatském vojvodství, v Lubačovském okrese, v gmině Horyniec-Zdrój.

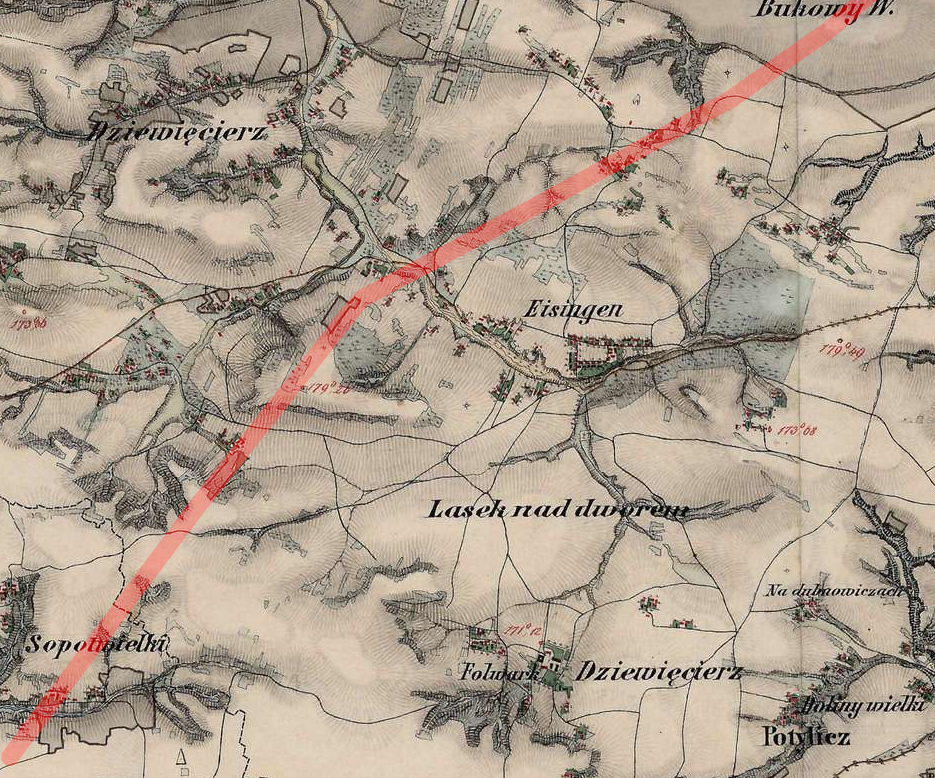
Mapa z roku 1860: Dziewięcierz a bývalá německá kolonie Einsingen (červeně vyznačena nynější polsko-ukrajinská hranice)

Obec leží přímo u hranice polsko-ukrajinské, vzhledem k tomu, že původní obec byla v roce 1945 rozdělena, na základě dohod uzavřených na Jaltské konferenci (tzv. Curzonova linie), dle kterých východní část Polska anektoval Sovětský svaz. Mezi lety 1975–1998 obec administrativně patřila do Přemyšlského vojvodství. Na polské straně zůstala centrální část obce, včetně kostela, na ukrajinské straně se ocitla bývalá německá kolonie Einsingen.
Na území obce se nachází přírodní rezervace Sołokija.

## Dějiny
Vesnice se původně jmenovala Dziewięćory [Džěvienčory] (ukrajinsky Девятири [Deviatyry]). Byla založena (tzv. „na zeleném drnu“) v letech 1565–1566 kastelánem a starostou Lublina Andrzejem Myszkowskim jako královská obec. V roce 1630 měla 56 domů. Královskou obcí zůstala až do roku 1778, poté patřila různým majitelům. V roce 1818 byla prodána Franciszkovi Schrottovi, poté se stala majetkem Michaila Svjatkeviče, následně jeho dědiců. Ve 2. pol. 19. století patřila Fredericku Hausnerovi a Paulině Baumanové. Na přelomu 19. a 20. století ji vlastnil Viktor a Františka Jordánští. Následně byl majetek rozparcelován.
K jejímu umístění přispěla důležitá silnice vedoucí středem obce z Lubačova přes Horyniec na východ do Poteliczu, Ravy-Ruské a Belzu. Na sever pokračovala do Verchraty, kde se napojovala na místní silnici vedoucí severozápadně z Poteliczu do Starého Brusna.
V 17. a 18. století byla obec střediskem hrnčířského a kamenického řemesla. Byla jednou z poboček velkého řemeslného centra v sousedním městě Potelicz, jehož okolí bylo bohaté na kvalitní keramické jíly. Na západní straně sousedil Dziewięcierz s kamenickým centrem ve Starém Brusně. Vhodný kámen se nacházel i východně od obce, kde v 80. letech 19. století vznikla v rámci kolonizace Haliče Josefem II. německá osada Einzingen, jejíž obyvatelé otevřeli lom. V 17. století byla v Dziewięcierzu huť na výrobu železa, mlýn, několik krčem a 16 hrnčířských dílen.
Před rokem 1945 Dziewięcierz zahrnoval vesnice: Dolina Dunajecka, Popowa Dolina, Czornije, Dąbrówki, Hruszki, Kernycia, Kowale, Łuh, Moczary, Śniegury, Sołotwyna, Srocze Łozy, Trostianka.

## Historické památky

### Bývalý kostel Povýšení svatého Kříže
Zřejmě bohatství místních řemeslníků a výhodná poloha umožnily realizovat obrovskou investici, kterou byla v letech 1749–1750 výstavba monumentálního kostela Povýšení svatého Kříže.
Žádný jiný kostel v celé východo-rusínské kulturní oblasti neměl tak skvostné architektonické provedení. V centru majestátního areálu se nacházel dřevěný pravoslavný kostel, obehnaný mohutnou obrannou zdí, jejíž součástí byly čtyři kaple a tři brány. Inspirací pro stavbu byl pravděpodobně dvakrát větší komplex kláštera Řádu svatého Basila, který se nacházel v Monasterzu (katastrální území vesnice Werchrata). 19. dubna 1834 kostel pohltil požár. Na jeho místě byl v letech 1836–1837 postaven nový dřevěný kostel. Ten byl po roce 1947, včetně obvodových zdí a některých kaplí zbořen a většina materiálu z demolice byla použita při stavbě mostu v obci Horyniec-Zdrój.
V blízkosti bývalého areálu se nachází pramen s kaplí.

### Řeckokatolický hřbitov
Na areál kostela navazoval řeckokatolický hřbitov, nyní komunitní.

## Galerie

Pozůstatky areálu při kostele Povýšení svatého Kříže
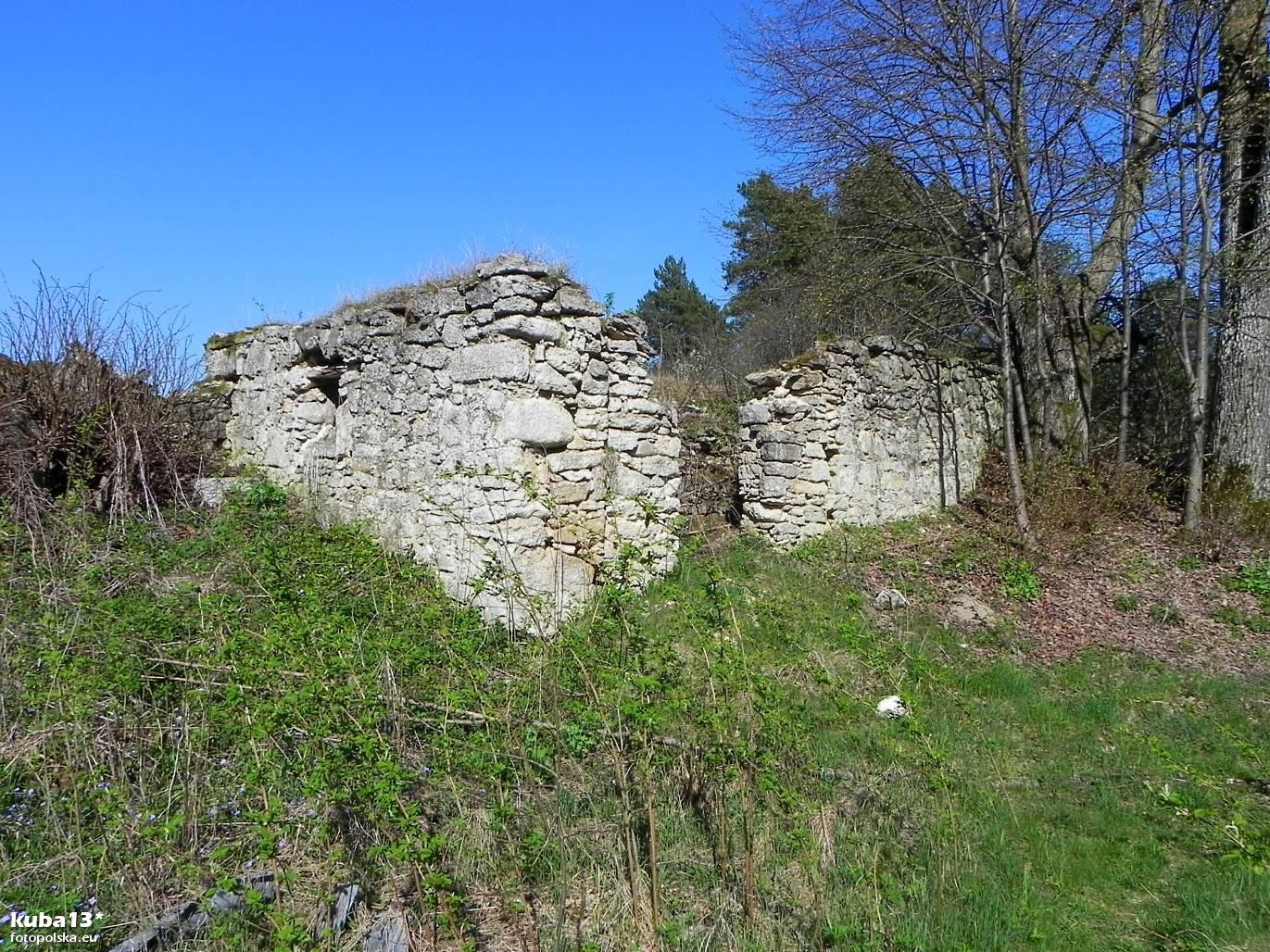
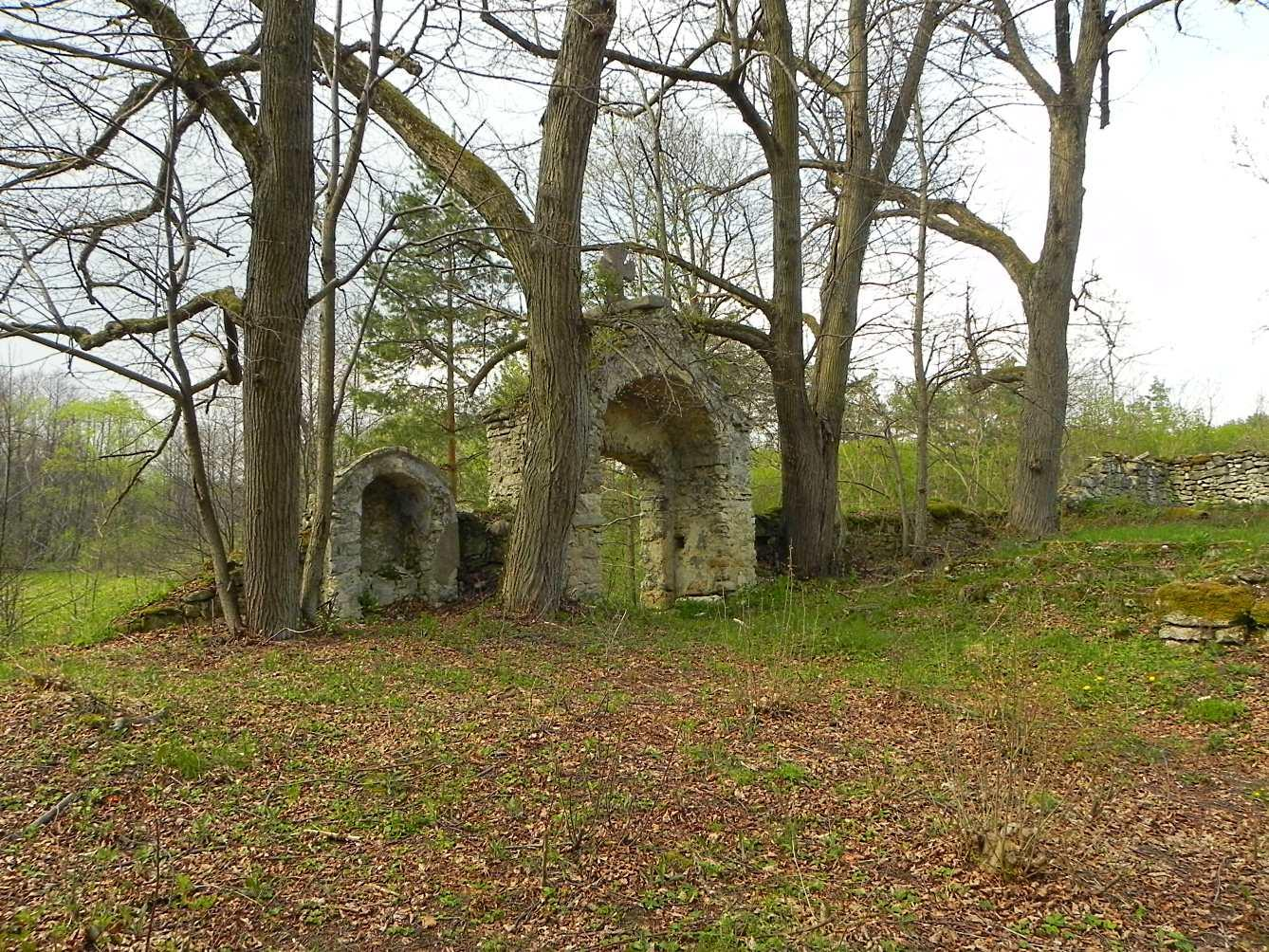
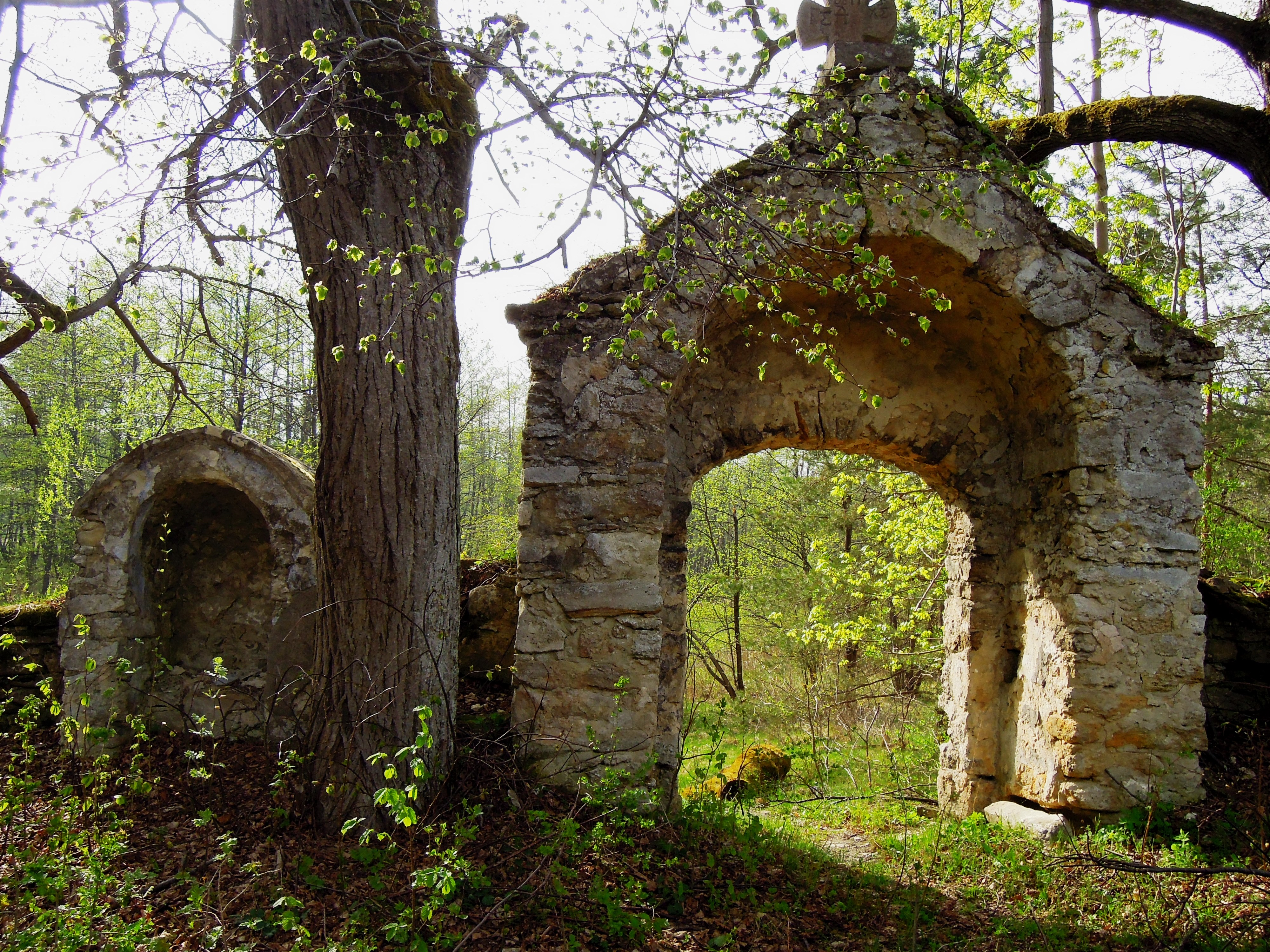
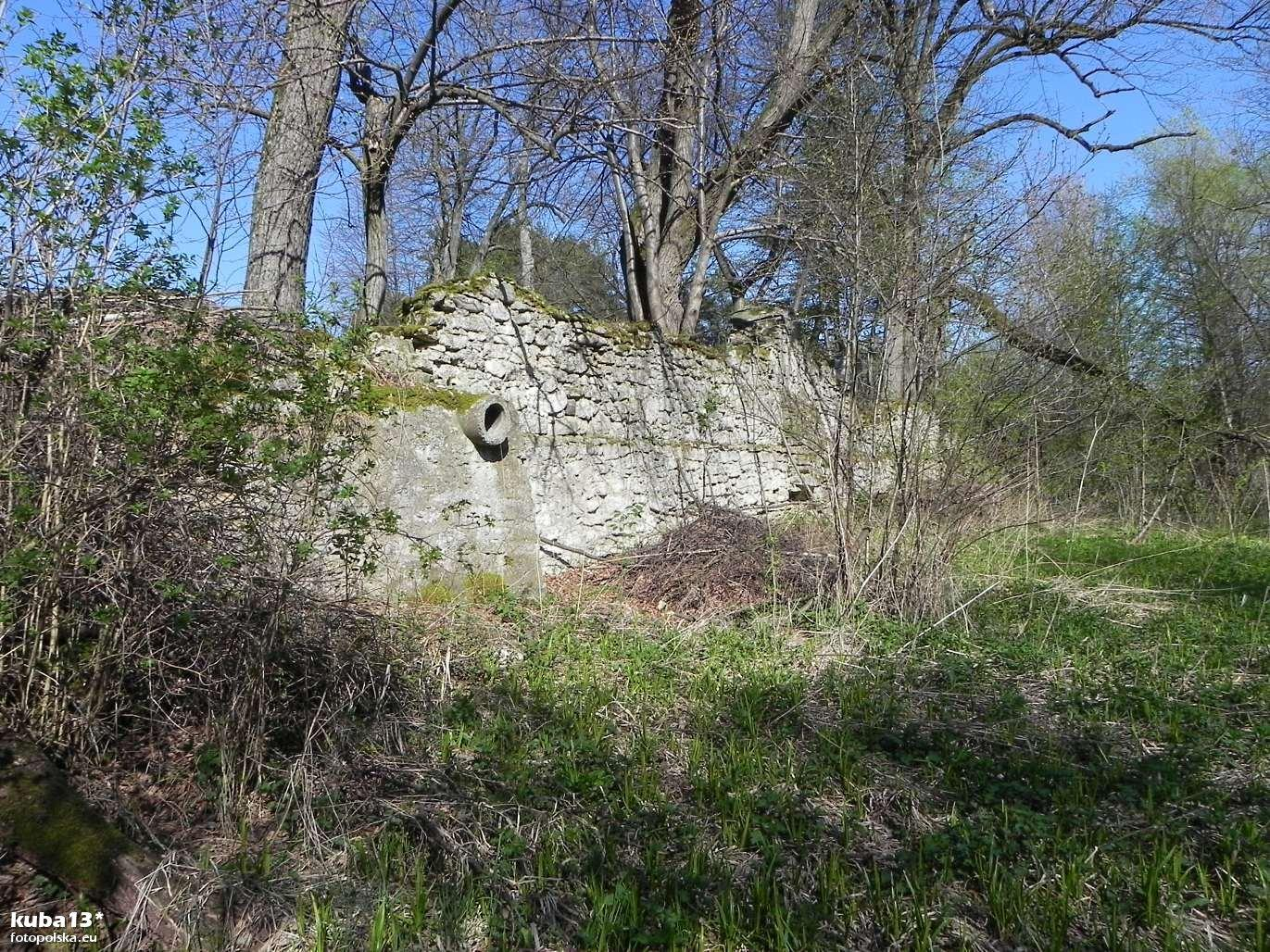
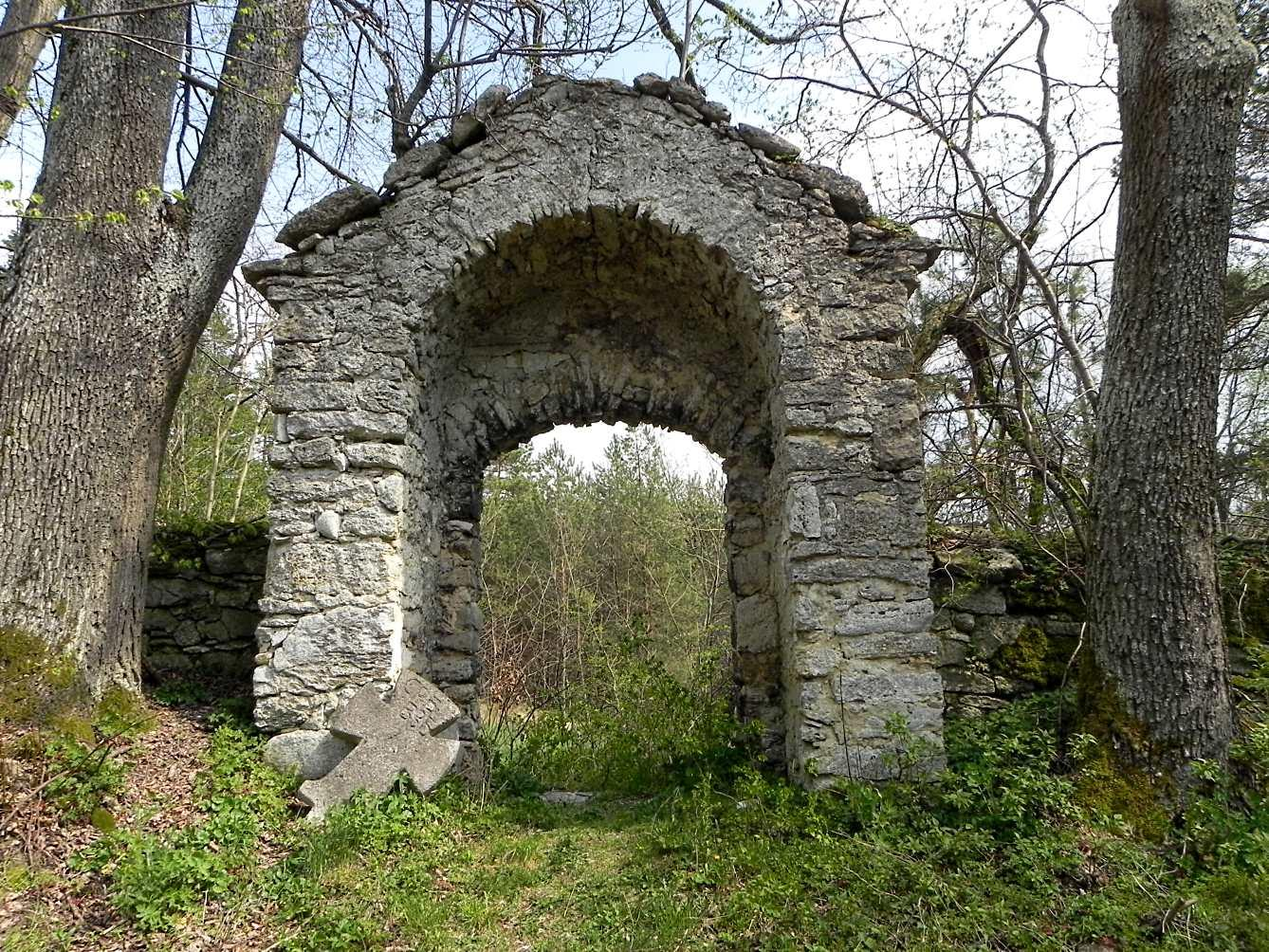
Východní brána v obranné zdi
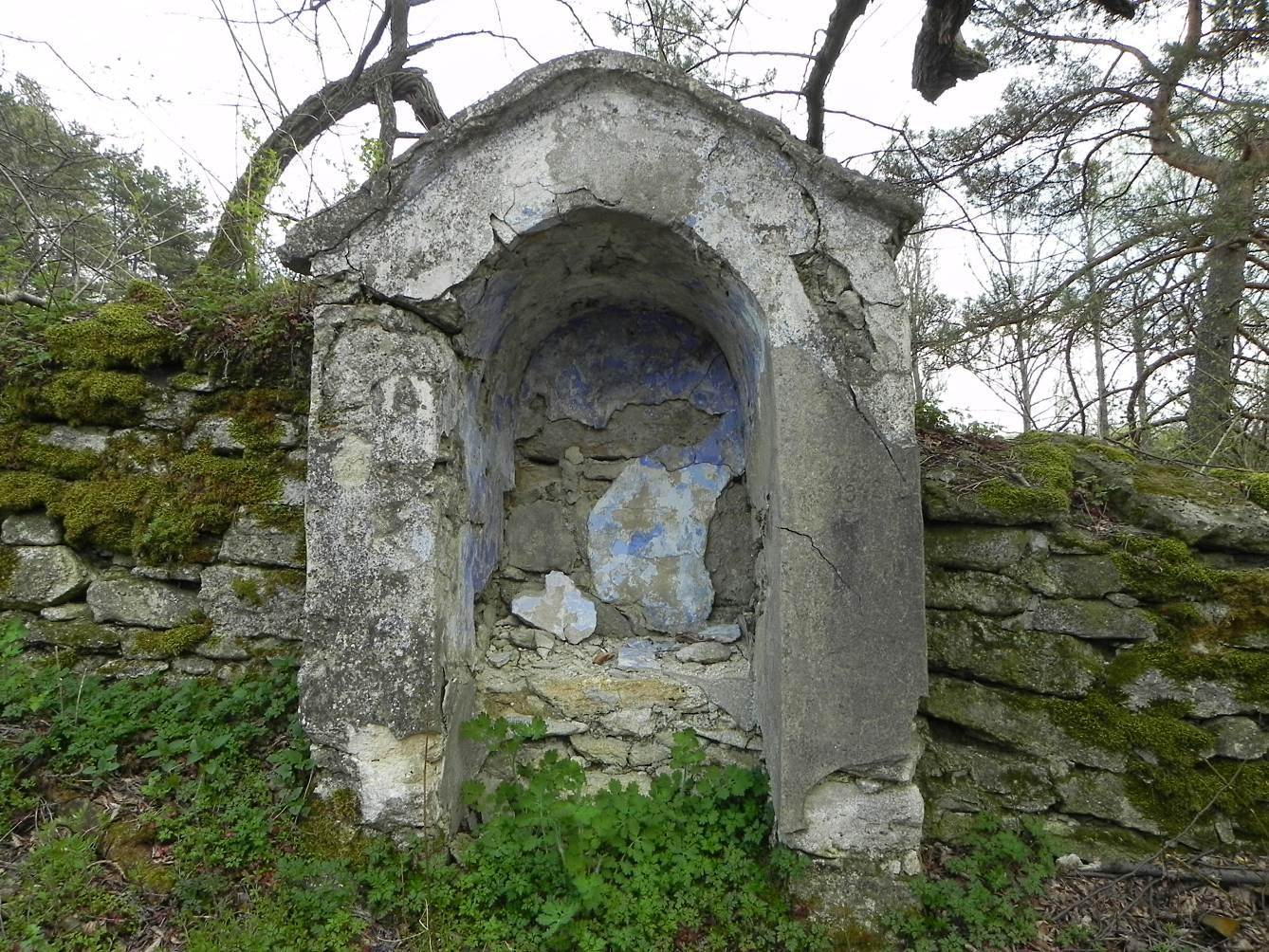
Kaple se zbytky polychromní výzdoby
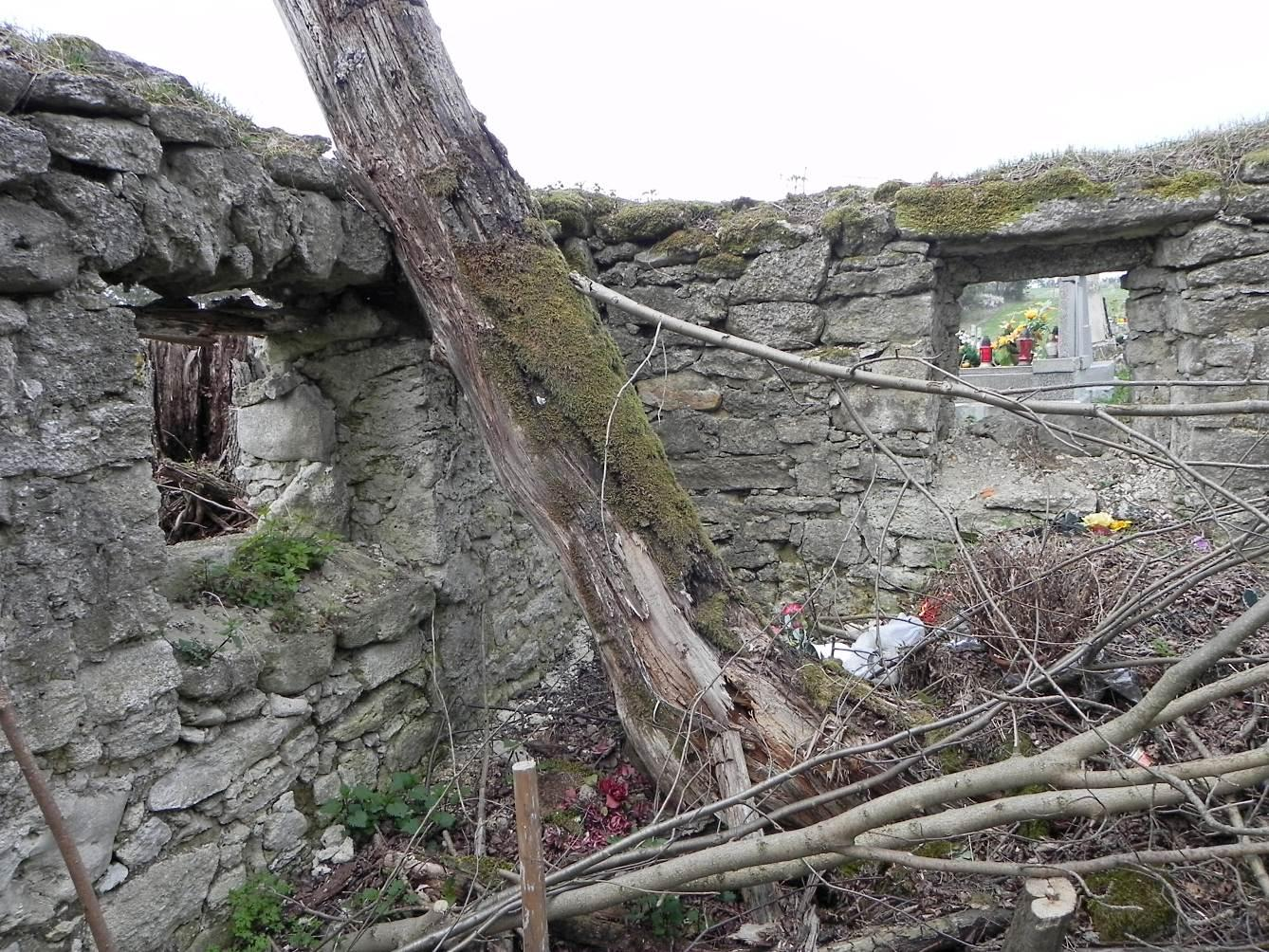
Pozůstatky severovýchodního rohu

Bývalý řeckokatolický hřbitov
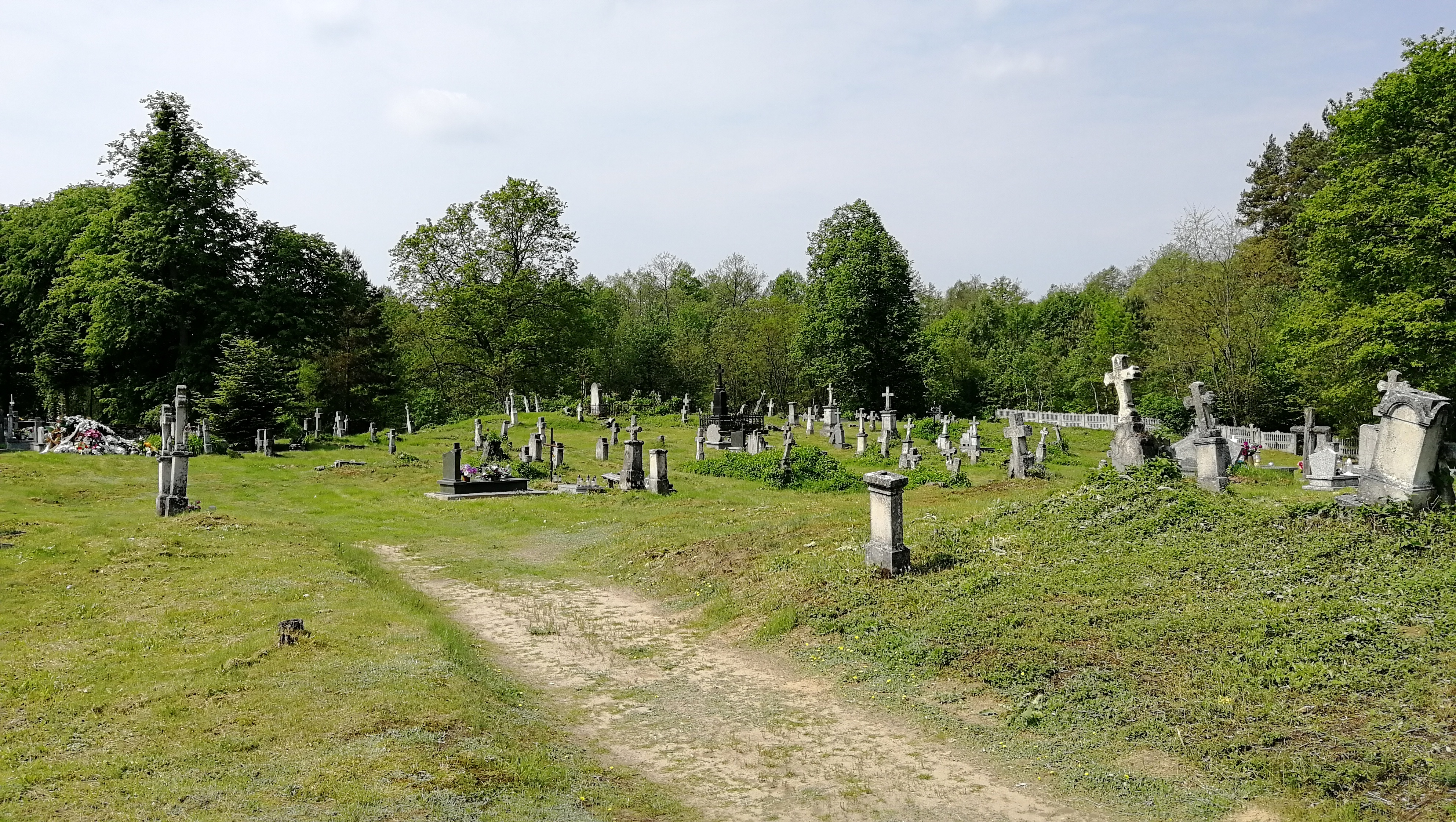
Pohled od vstupní brány
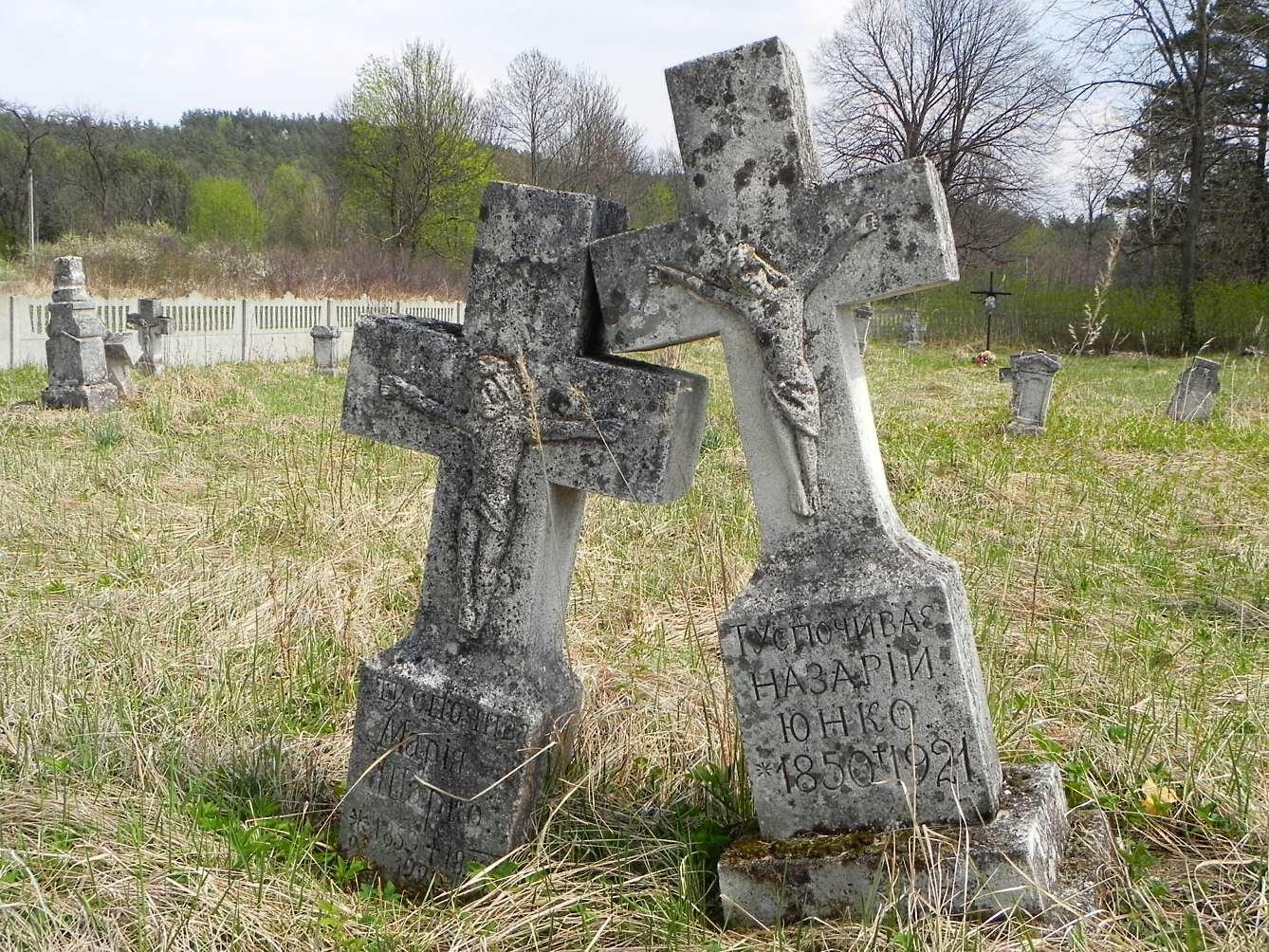
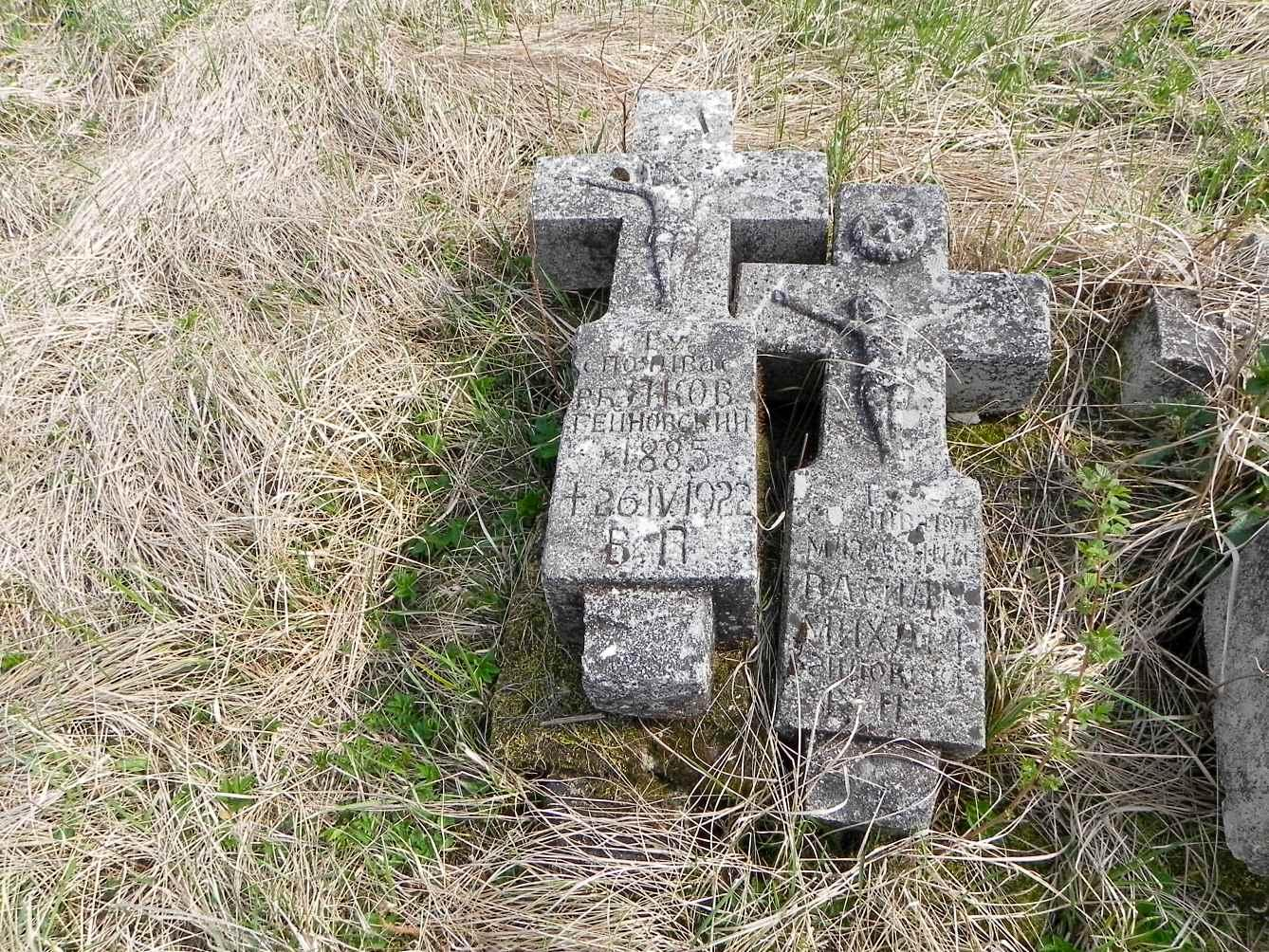
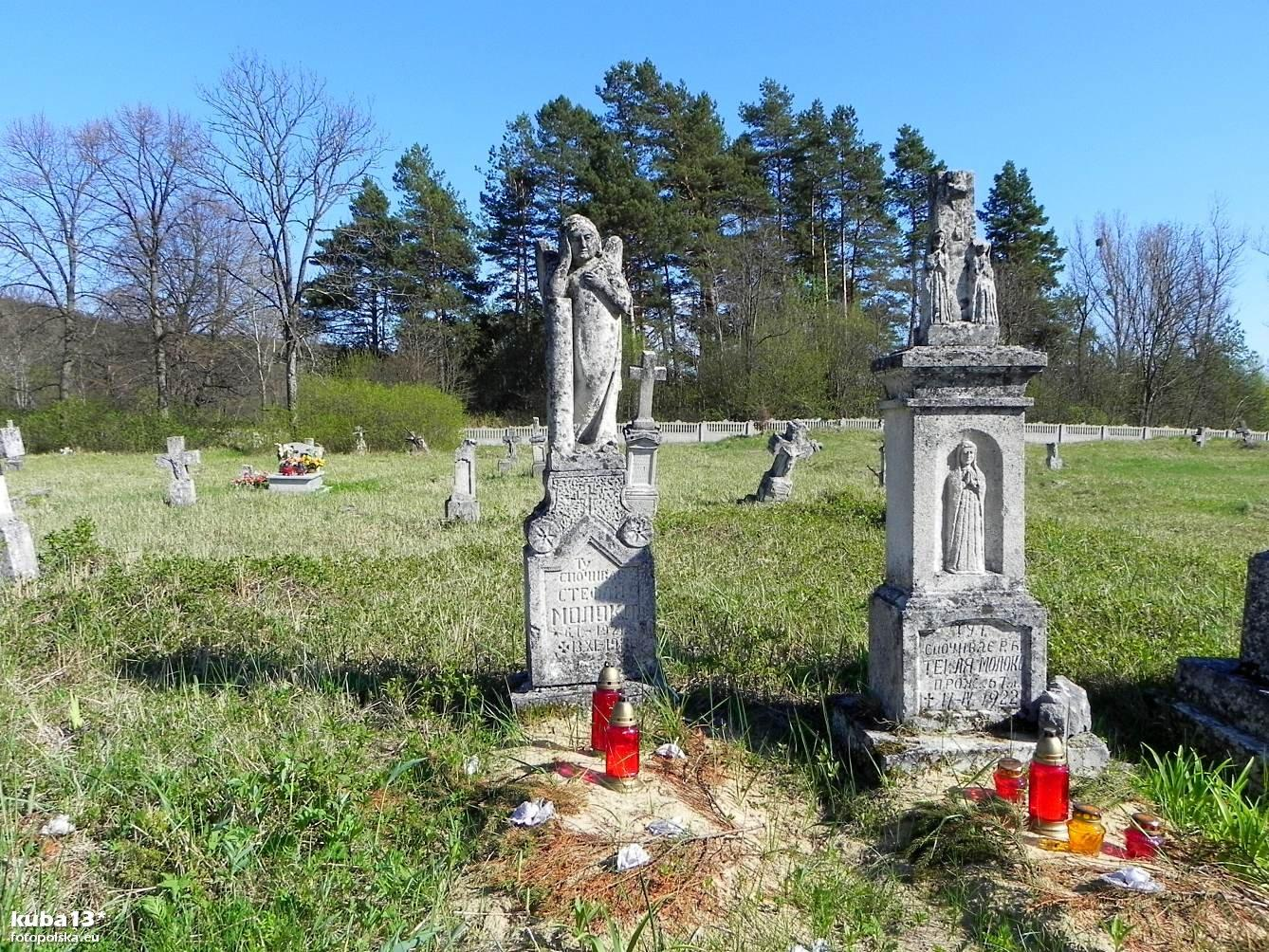
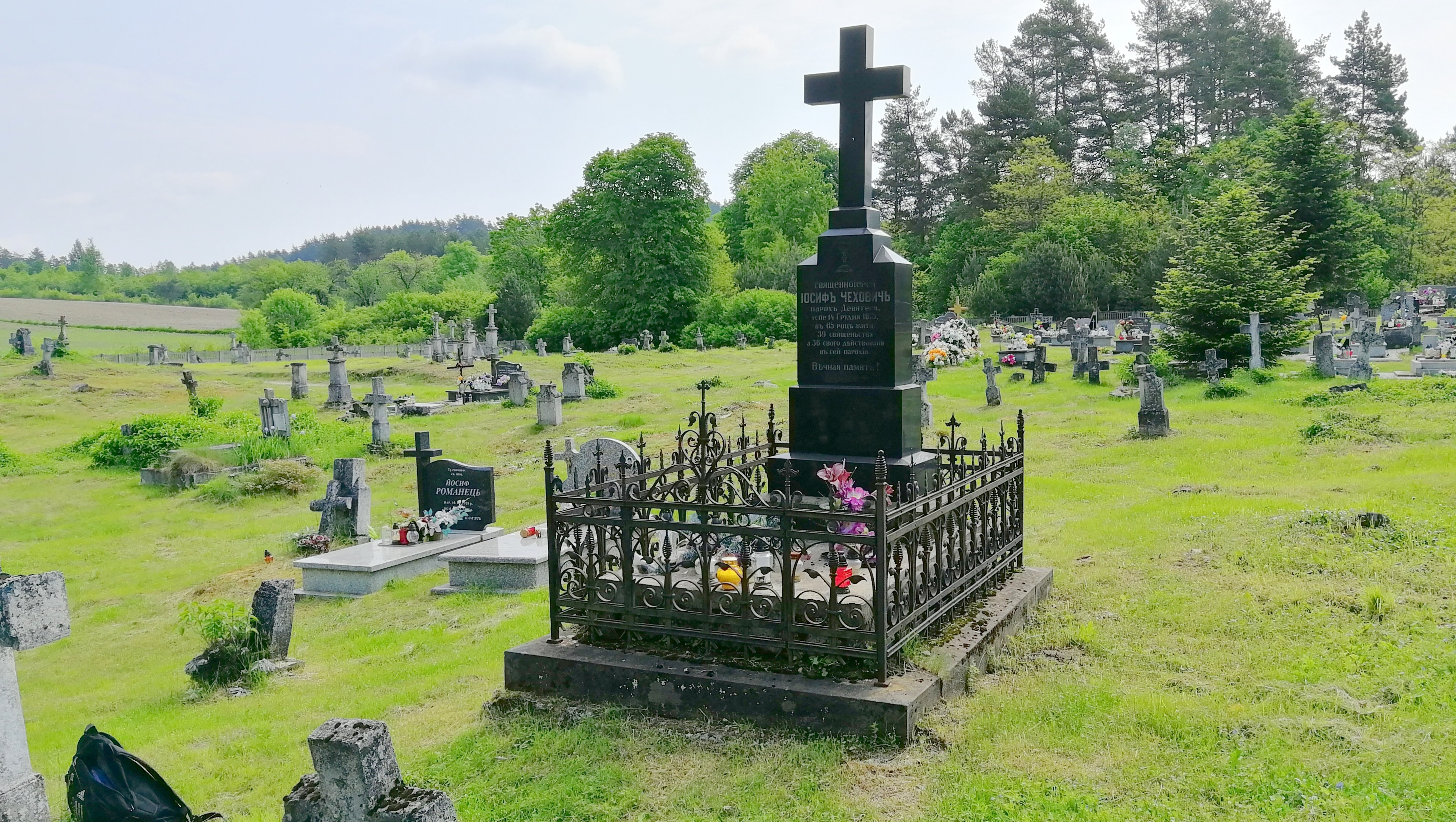
Hrob kněze Josefa Czechowicze (1810–1875)

## Významní rodáci
- Konstantin Czechowicz (1847–1915) - řeckokatolický biskup přemyšlský, samborský a sanocký
- Michal Jerzy Wandalin Mniszech (1742–1806) - polský šlechtic, státník, politik a vojenská osobnost